# 함경북도 (일제강점기)

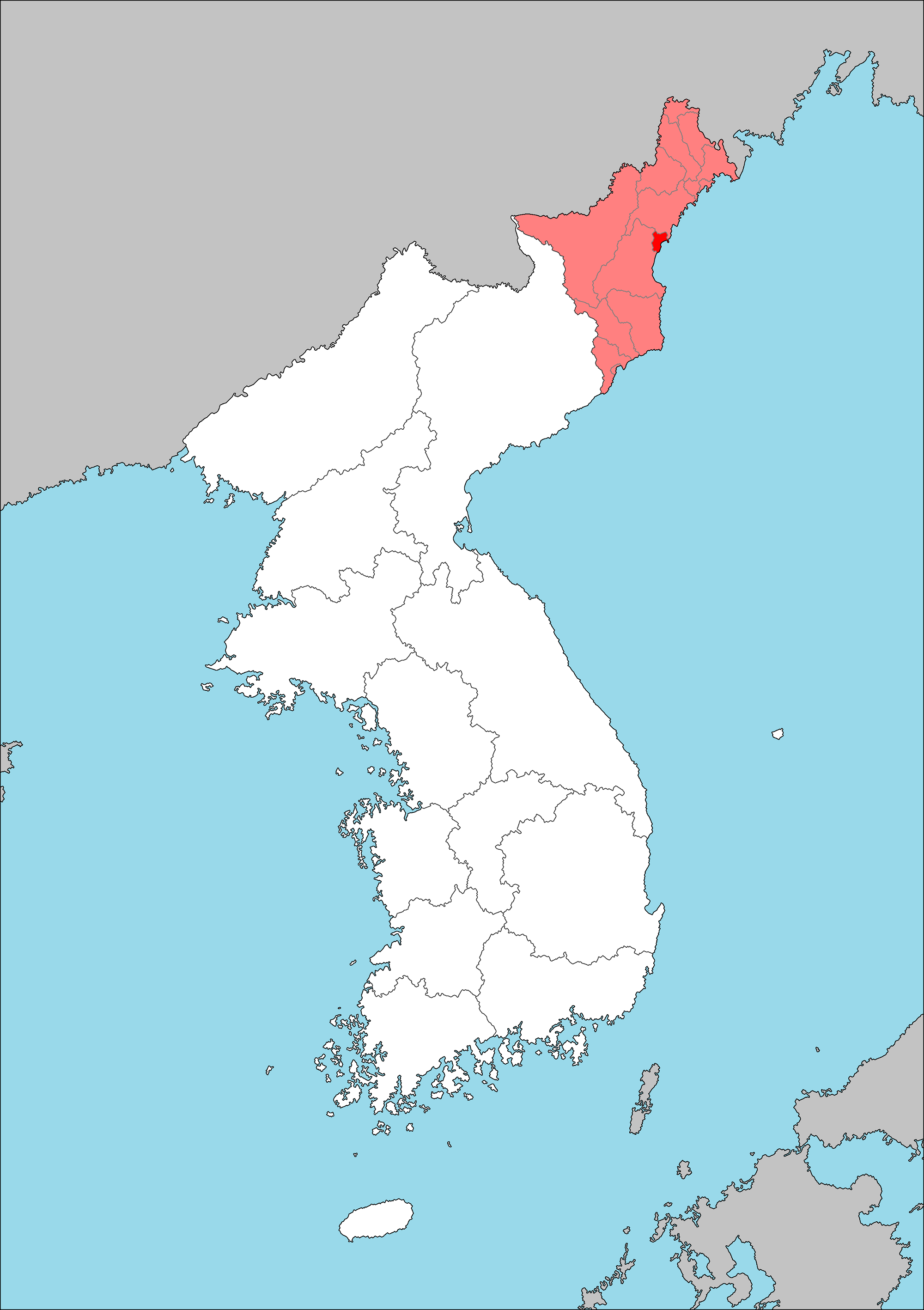
1945년의 함경북도.

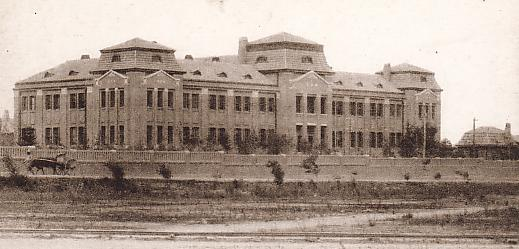
일제강점기 시대의 함경북도청 청사

함경북도(咸鏡北道, 일본어: 咸鏡北道, かんきょうほくどう 간쿄호쿠도[*])는 일제강점기 시대였던 1910년부터 1945년까지 존재했던 행정 구역 가운데 하나로 도청 소재지는 청진부 나남읍(1940년 경성군 나남읍이 청진부에 편입됨, 1920년까지는 경성군에 있었음)이며 면적은 20,346.76km2(1940년 당시 기준), 인구는 1,124,421명(1944년 당시 기준), 인구 밀도는 55.3명/km2이다. 현재의 조선민주주의인민공화국의 함경북도, 라선특별시, 량강도에 걸쳐 있었으며 3개 부, 11개 군을 관할했다.

## 인구
| 연도   | 인구        | 인구 그래프 | 비고 |
| ------ | ----------- | ----------- | ---- |
| 1925년 | 626,246명   |             |      |
| 1930년 | 745,124명   |             |      |
| 1935년 | 852,824명   |             |      |
| 1940년 | 1,102,272명 |             |      |
| 1944년 | 1,124,421명 |             |      |

1944년(쇼와 19년)에 실시된 인구 조사에서는 다음과 같은 인구가 분포했다.
- 전체 인구: 1,124,421명
  - 일본인: 74,190명
  - 조선인: 1,039,200명
  - 그 외의 민족: 11,031명

## 행정 구역
행정 구역은 1945년(쇼와 20년) 당시를 기준으로 한다.

### 부
- 청진부 (淸津府, 세이신부)
- 나진부 (羅津府, 라신부)
- 성진부 (城津府, 조신부)

### 군
- 경성군 (鏡城郡, 교조군)
  - 주을읍(朱乙邑), 어대진읍(漁大津邑), 경성면(鏡城面), 주북면(朱北面), 주남면(朱南面), 어랑면(漁郞面)
- 명천군 (明川郡, 메이센군)
  - 하우면(下雩面), 동면(東面), 서면(西面), 상우북면(上雩北面), 상우남면(上雩南面), 아간면(阿間面), 상가면(上加面), 하가면(下加面), 하고면(下古面), 상고면(上古面)
- 길주군 (吉州郡, 기쓰슈군)
  - 길주읍(吉州邑), 웅평면(雄坪面), 동해면(東海面), 덕산면(德山面), 장백면(長白面), 영북면(英北面), 양사면(暘社面)
- 학성군 (鶴城郡, 가쿠조군)
  - 학중면(鶴中面), 학서면(鶴西面), 학남면(鶴南面), 학상면(鶴上面), 학동면(鶴東面)
- 부령군 (富寧郡, 후네이군)
  - 부령면(富寧面), 서상면(西上面), 석막면(石幕面), 청암면(靑岩面), 연천면(連川面), 부거면(富居面), 삼해면(三海面), 관해면(觀海面)
- 무산군 (茂山郡, 모잔군)
  - 무산읍(茂山邑), 동면(東面), 어하면(漁下面), 연상면(延上面), 연사면(延社面), 삼사면(三社面), 삼장면(三長面), 서하면(西下面), 영북면(永北面), 풍계면(豊溪面)
- 회령군 (會寧郡, 가이네이군)
  - 회령읍(會寧邑), 벽성면(碧城面), 운두면(雲頭面), 봉의면(鳳儀面), 창두면(昌斗面), 용흥면(龍興面), 팔을면(八乙面), 화풍면(花豊面)
- 종성군 (鍾城郡, 쇼조군)
  - 종성면(鍾城面), 남산면(南山面), 행영면(行營面), 용계면(龍溪面), 화방면(華方面), 풍곡면(豊谷面)
- 온성군 (穩城郡, 온조군)
  - 온성면(穩城面), 유포면(柔浦面), 영와면(永瓦面), 영충면(永忠面), 미포면(美浦面), 훈융면(訓戎面)
- 경원군 (慶源郡, 게이겐군)
  - 경원면(慶源面), 안농면(安農面), 동원면(東原面), 용덕면(龍德面), 유덕면(有德面), 아산면(阿山面)
- 경흥군 (慶興郡, 게이코군)
  - 웅기읍(雄基邑), 아오지읍(阿吾地邑), 풍해면(豊海面), 경흥면(慶興面), 노서면(蘆西面)

## 역대 도지사
| 호적   | 이름              | 한자 표기   | 취임             | 퇴임             | 비고                              |
| ------ | ----------------- | ----------- | ---------------- | ---------------- | --------------------------------- |
| 내지인 | 다케이 도모사다   | 武井 友貞   | 1910년 10월 1일  | 1913년 2월 14일  | 함경북도 장관                     |
| 내지인 | 호아시 준조       | 帆足 準三   | 1913년 2월 14일  | 1913년 10월 3일  | 함경북도 장관, 사망               |
| 내지인 | 구와하라 야쓰시   | 桑原 八司   | 1913년 11월 4일  | 1918년 9월 23일  | 함경북도 장관                     |
| 내지인 | 간바야시 게이지로 | 上林 敬次郎 | 1918년 9월 23일  | 1921년 8월 5일   | 장관, 1919년 8월부터 함경북도지사 |
| 내지인 | 사이토 레이조     | 斉藤 礼三   | 1921년 8월 5일   | 1923년 2월 24일  |                                   |
| 내지인 | 나카노 다사부로   | 中野 太三郎 | 1923년 2월 24일  | 1926년 8월 14일  |                                   |
| 조선인 | 박영철            | 朴榮喆      | 1926년 8월 14일  | 1927년 5월 18일  |                                   |
| 조선인 | 박상준            | 朴相駿      | 1927년 5월 18일  | 1928년 3월 29일  |                                   |
| 내지인 | 아다치 후사지로   | 安達 房治郎 | 1928년 3월 30일  | 1929년 11월 28일 |                                   |
| 내지인 | 후루와시 다쿠시로 | 古橋 卓四郎 | 1929년 11월 28일 | 1931년 9월 23일  |                                   |
| 내지인 | 안도 게사이치     | 安藤 袈裟一 | 1931년 9월 23일  | 1931년 9월 29일  |                                   |
| 내지인 | 도미나가 후미카즈 | 富永 文一   | 1931년 10월 7일  | 1934년 11월 5일  |                                   |
| 내지인 | 다케우치 다케로   | 竹内 健郎   | 1934년 11월 5일  | 1936년 7월 30일  |                                   |
| 내지인 | 고지마 다카노부   | 児島 高信   | 1936년 7월 30일  | 1940년 3월 9일   |                                   |
| 내지인 | 오노 겐이치       | 大野 謙一   | 1940년 3월 9일   | 1942년 10월 23일 |                                   |
| 내지인 | 후루카와 가네히데 | 古川 兼秀   | 1942년 10월 23일 | 1945년 6월 26일  |                                   |
| 내지인 | 와타나베 리쓰로   | 渡部 肆郎   | 1945년 6월 26일  | 1945년 8월 15일  | 광복                              |

## 같이 보기
- 한국의 행정 구역